# Koeleria inaequaliglumis
Koeleria inaequaliglumis är en gräsart som beskrevs av A.Molina. Koeleria inaequaliglumis ingår i släktet tofsäxingar, och familjen gräs. Inga underarter finns listade i Catalogue of Life.